# Hinterweidentaler Bach
Der Hinterweidentaler Bach ist ein knapp einen Kilometer langer Bach im rheinland-pfälzischen Landkreis Südwestpfalz, der auf dem Gebiet der zur Verbandsgemeinde Hauenstein gehörenden Ortsgemeinde Hinterweidenthal verläuft. Er ist ein östlicher und linker Zufluss der Lauter, die am Ober- und Mittellauf Wieslauter genannt wird, im Südwestlichen Pfälzerwald.

## Geographie

### Verlauf
Der Hinterweidentaler Bach entspringt auf einer Höhe von etwa 279 m ü. NHN gut 50 Meter östlich des staatlich anerkannten Erholungsorts Hinterweidenthal aus dem Wieselbrunnen. Die Quelle liegt in einem Mischwald am Westfuß des 397 m hohen Wieselbergs.
Der Bach fließt zunächst etwa 50 Meter in nordwestlicher Richtung durch den Wald, kreuzt dabei kurz nacheinander zwei Höhenlinien folgende Waldwege und erreicht anschließend den Ortsrand des in der vom Bach geschaffenen Talbucht zwischen dem 347,4 m hohen Kleinen Müllberg im Norden und dem 381,2 m hohen Glockenhorn im Süden liegenden Dorfs. Er läuft danach ungefähr 100 Meter durch die Ortschaft und verschwindet dann am Ostende der Straße Am Wieselbrunnen in einer unterirdischen Verdolung, die ihn bis zu seiner Mündung führt.
Er läuft in dieser durch das Dorf, kreuzt dabei zunächst die Ringstraße und danach die Waldstraße und zieht dann nördlich an der Straße Im Tal entlang. Anschließend quert er die Flurstraße und fließt am Friedhof Hinterweidenthal und dann am Haus der in Hinterweidenthal etwa ab 1860 aktiven Freiwilligen Feuerwehr vorbei. Der Bachlauf kreuzt die in Hinterweidenthal endende Bundesstraße 427 und zieht dann südlich der Bahnhofstraße an der 1778 erbauten Protestantischen Kirche Hinterweidenthal vorbei.
Der Bach unterquert noch die Gartenstraße, fließt dann am Haus des 1974 gegründeten Angelsportvereins Hinterweidenthal e.V. vorbei und mündet schließlich unmittelbar südlich der Bahnhofstraßenbrücke aus seiner Verdolung auf einer Höhe von ungefähr 215 m ü. NHN von links in die aus dem Nordnordwesten heranziehende Wieslauter. Auf der anderen Seite des Flüsschens steht der Teufelstisch, ein 14 m hoher, an einen Tisch erinnernder Pilzfelsen mit einem sich östlich anschließenden Erlebnispark.
Der 917 m lange Lauf des Hinterweidentaler Bachs endet ungefähr 64 Höhenmeter unterhalb seiner Quelle, er hat somit ein mittleres Sohlgefälle von etwa 70 ‰.

### Einzugsgebiet
Das 26,5 ha große Einzugsgebiet des Hinterweidentaler Bachs liegt im Südwestlichen Pfälzerwald und wird durch ihn über den Salzbach, die Lauter und den Rhein zur Nordsee entwässert.
Es grenzt
- im Osten und Süden an das Einzugsgebiet des Mühlenbachs, der über den Seebach in die Wieslauter entwässert;
- im Norden an das des Horbachs, der in die Wieslauter mündet und
- ansonsten an das der Wieslauter direkt.

Im östlichen Teil des Einzugsgebiets steht Berg- und Hangwald, im westlichen dominiert Siedlungsgebiet.